# Abteilung Abwehrschutz für staatliche Informationssicherheit des Sicherheitsdienstes der Ukraine
Die Abteilung Abwehrschutz für staatliche Informationssicherheit des Sicherheitsdienstes der Ukraine (ukrainisch DKİB SBU) ist eine funktionale Untereinheit des Sicherheitsdienstes der Ukraine SBU.

## Auftrag
Sie ist für die staatliche Informations- und Cyber-Sicherheit zuständig und koordiniert und kontrolliert die Aktivitäten der regionalen Organe der Zentraleinheit der SBU. Das DKİB SBU unterbreitet dem Präsidenten im Rahmen seiner Zuständigkeit Vorschläge für den Erlass von Rechtsakten.
Die wichtigsten normativen Rechtsakte, die den Aufgabenbereich des DKİB SBU definieren, sind die Doktrin der Informationssicherheit, genehmigt durch Präsidentenerlass Nr. 47/2017 sowie die Strategie der Cybersicherheit der Ukraine, genehmigt durch Präsidentenerlass Nr. 96/2016.

### Situationszentrum zur Gewährleistung der Cybersicherheit des SBU
Die Aufgaben des Situationszentrums sind die Prävention, Aufdeckung und Beendigung der Verbrechen gegen Frieden und Sicherheit im Cyberbereich. Dazu gehören zum einen die Bekämpfung von Cyberterrorismus und Cyberspionage einschließlich kritischer Infrastrukturobjekte, zum anderen die Bekämpfung der Internetkriminalität. Staatliche elektronische Informationsressourcen und kritische Informationsinfrastrukturen werden durch die DKİB SBU geschützt.

Das erste regionale Sicherheitszentrum für Cybersicherheit wurde im November 2018 in Dnipro eingerichtet. Im Mai 2019 eröffnete der stellvertretende Chef des Sicherheitsdienstes, Oleh Frolow, das regionale Zentrum für Cybersicherheit in Odessa. Dank dieser Einrichtung wurde eigenen Angaben zufolge wurde die Einmischung in die Wahl des Präsidenten der Ukraine 2019 verhindert.
„Während den Präsidentschaftswahlen wurden beim SBU zahlreiche Cyberangriffe auf die Zentrale Wahlkommission verübt, von denen einer am 28. März stattfand. Es wurde behauptet, dass die malaysische Regierung einen bösartigen Code an die Zentrale Wahlkommission geschickt habe, jedoch wurde festgestellt, dass die Organisatoren des Angriffs russischsprachige Hacker waren. Daher kann es argumentiert werden, dass die nächste Provokation genau von den russischen Sonderdiensten gewarnt wurde“- Zitat Oleg Frolov.

## Leitung
- 2012–2014: Byk Volodymyr
- 2014–2015: Najda Vitalij
- seit 14. Februar 2017: Alexander Klymtschuk

## Tätigkeit
Von Januar bis Juli 2018 wurde die Verwendung von 181 Webseiten durch russische Geheimdienste zur Destabilisierung der Lage in der Ukraine entdeckt und unterdrückt, was durch die Sanktionsliste des Nationalen Sicherheits- und Verteidigungsrates ergänzt wurde.
Dank der ergriffenen Maßnahmen in den Jahren 2014–2016 und mit Unterstützung des Ukraine-NATO-Treuhandfonds für Cybersicherheit konnte die Schaffung und Entwicklung des Situationszentrums für Cybersicherheit des Sicherheitsdienstes sichergestellt werden. Die technische Ausrüstung und Software für die Arbeit dieses Zentrums wurde im Juli 2017 im Rahmen der ersten Phase der Implementierung des Ukraine-NATO-Treuhandfonds für Cybersicherheit bereitgestellt. Am 25. Januar 2018 eröffnete der Leiter des SBU Vasyl Hrytsak in Kiew das Situationszentrum zur Gewährleistung der Cybersicherheit des SBU, das auf der Grundlage des DKİB SBU eingerichtet wurde.
Während der Arbeit des Zentrums reparierten und blockierten die Spezialisten des Zentrums Cyber-Angriffe unterschiedlichen Ausmaßes.
Die Mitarbeiter des Situationszentrums zur Gewährleistung der Cybersicherheit des SBU auf der Grundlage der MISP (Malware Information Sharing Platform) haben ein System zur Erfassung und Verarbeitung von Informationen über kybernetische Sicherheitsvorfälle und zum Austausch in Echtzeit von technischen Daten über Identifikatoren für die Gefährdung von Informationssystemen kritischer Infrastrukturobjekte zwischen Einheiten des Sicherheitssektors geschaffen.
Das Situationszentrum zur Gewährleistung der Cybersicherheit des SBU unterzeichnete die Memoranden zur Cybersicherheit und organisierte den Informationsaustausch über Cyber-Vorfälle und Cyber-Angriffe unter Verwendung der MISP-UA-Plattform mit den staatlichen Unternehmen „Antonov“, „Ukrzaliznitsa“, „Ukrenergo“, „Ukrgidroenergo“ und andere sowohl öffentliche als auch private Unternehmen, die für die kritische Infrastruktur des Staates von entscheidender Bedeutung sind.